# Monika Nothing
Monika Nothing (* 22. Mai 1942 in Pethau (seit 1970 zu Zittau gehörig)) ist eine deutsche Schriftstellerin, Hörspielautorin, Malerin, Journalistin und Familienberaterin.

## Leben
Monika Nothing wurde 1942 in Pethau geboren. Sie wuchs in Schlegel-Burkersdorf, einem Dorf nahe der Neiße, auf und ging dann in Ruhland zur Schule. Schon als Kind und in der Schule schrieb sie Märchen und Gedichte. Nach dem Schulabgang trat sie eine Lehre als Laboratoriumsassistentin im Krankenhaus Lauchhammer an und besuchte anschließend die Medizinische Fachschule am Bezirkskrankenhaus in Cottbus, die sie als Medizinisch-technische Assistentin für Labor und Röntgen abschloss. Sie fand ihren ersten Arbeitsplatz im Bergmannskrankenhaus Klettwitz. Nothing bekam dann im Krankenhaus Lauchhammer eine freigewordene Planstelle als leitende Assistentin (Laborleiterin). Ihren schwierigen Arbeitsalltag bewältigte sie, indem sie sich Bedrückendes von der Seele schrieb. Dafür ließ sie sich im Schreibzirkel des Braunkohlekombinats Lauchhammer beraten. Erst in dieser Lebensphase holte Nothing ihr Abitur in der Volkshochschule nach und plante ein Fernstudium der Biochemie an der Technischen Hochschule Dresden, was ihr der Chefarzt wegen des Personalmangels, und auch weil er eine Höherqualifizierung für eine Frau nicht für nötig hielt, verweigerte. Nach harten Auseinandersetzungen verließ sie 1976 das Krankenhaus und arbeitete eine Zeitlang beim Kreiskabinett für Kulturarbeit und danach als redaktionelle Mitarbeiterin der Betriebszeitung im VEB Schwermaschinenbau Lauchhammer. Nun begann sie ein Fernstudium am Literaturinstitut in Leipzig und arbeitete ein Jahr in der Kreisredaktion Bad Liebenwerda der Lausitzer Rundschau als Außenredakteurin.
Wegen häuslicher Beengtheit zog sie mit ihrem Mann und der Tochter nach Schwarzheide im Landkreis Oberspreewald-Lausitz in eine größere Wohnung. An ihrem neuen Wohnort wurde sie Mitarbeiterin der Betriebszeitung des Synthesewerks Schwarzheide. Von dort wurde sie für ein Jahr in die Frauensonderklasse der Bezirksparteischule der SED delegiert. Aus gesundheitlichen Gründen blieb Nothing für zwei Jahre zu Hause. Danach begann sie freiberuflich zu arbeiten, wobei sie eine Singegruppe mit Liedtexten versorgte und Kurzgeschichten, Gedichte, einen Kindermusicalentwurf sowie einen nach eigener Aussage missglückten und deshalb wieder verworfenen Roman schrieb. Ihr Mentor auf dem Weg zur freien Autorin war der Schriftsteller Erich Köhler. Ihr erstes Buch, der Erzählungsband Ein Mantel aus Hoffnung, erschien 1985 im Hinstorff Verlag Rostock und fand große Beachtung. Anschließend erhielt sie Auftragsarbeiten wie vom Rat des Kreises Senftenberg zur Erstellung einer Sammlung von Geschichten aus Vergangenheit und Gegenwart rund um den Senftenberger See.
Später absolvierte Nothing ein Studium der Psychologie. Auch als Malerin unter dem Pseudonym „RumoN“ hat sie sich profiliert. Nothing lebt und wirkt als freiberufliche Schriftstellerin, Malerin und psychologische Familienberaterin in Schwarzheide. Ihr schriftstellerisches Werk umfasst mehrere Erzählungen, Liedtexte, Hörspiele und Drehbücher. Aber auch einen 1989 erschienenen Roman mit dem Titel Zu den Wurzeln steigen, in dem ein Pole im Ausgang der 1970er Jahre den Spuren seines Vaters in der DDR folgt. Wegen der Darstellung der Solidarność-Bewegung wurde Nothing noch im Jahr der bevorstehenden friedlichen Revolution in der DDR verschiedentlicher Repressalien einschließlich einer durch die Stasi eingeleiteten operativen Personenkontrolle unterzogen.

## Rezeption
In jeweils zwei Punkten waren sich die DDR-Literaturkritiker einig und uneinig. Nothing schreibe sensibel, meinten „-en“ in den Thüringer wie in den Sächsischen Neuesten Nachrichten und Sylvia Redlich in der Schweriner Volkszeitung. Aber „-en“ fand den Stil auch bisweilen manieriert, was die Morgen-Rezensentin Kirsten Sturm ebenso beurteilte. Die poetische Symbolik lobte Sylvia Redlich, während Günter Ebert im Sonntag diese als problematisch ansah. In der Wochenpost hob Ilja Seifert die ausgefeilten Figurenzeichnungen hervor, die Kirsten Sturm eher als unzulänglich empfand.
Von Nothings Beiträgen in den Geschichten aus der Streusandbüchse (2006) wurde die Rezensentin der ver.di-Zeitschrift Sprachrohr berührt. Sie gehörten, schrieb sie, zu denen der Anthologie, die „erschüttern, aber nicht hoffnungslos machen“.

## Werke

### Prosa-Bände
- Ein Mantel aus Hoffnung. 3 Erzählungen. Hinstorff Verlag, Rostock 1985, DNB 850990009.
- Zu den Wurzeln steigen. Roman. Hinstorff Verlag, Rostock 1989, ISBN 3-356-00229-5.

### Anthologie-Beiträge
- Zerreißprobe (Erzählung). In: Zeitsparbuch. Prosa und Lyrik. Herausgegeben von Ingrid Jäger-Hülsmann. Verlag Tribüne, Berlin 1974, S. 23 f.
- Marco Polo 1975 (Gedicht). In: Gedanken in meiner Glashütte. Geschichten und Gedichte. Herausgegeben und mit Nachwort versehen von Martin Viertel und Hans Schmidt. Verlag Tribüne, Berlin 1976, S. 7.
- Kummer, Oktober, SCHMIDT – SASS (Gedichte). In: Temperamente. Blätter für junge Literatur. Heft 2, Verlag Neues Leben, Berlin 1979, S. 71–72.
- Der Seemann (Erzählung). In: Temperamente. Blätter für junge Literatur. Heft 3, Verlag Neues Leben, Berlin 1979, S. 124–126.
- Der rote Ahorn von Wisa (Gedicht). In: Temperamente. Blätter für junge Literatur. Heft 3, Verlag Neues Leben, Berlin 1979, S. 61.
- Zu Großvater und nach Konstantinopel (Erzählung; überarbeitete Fassung der ersten drei Kapitel von Farben eines Sommers, erstveröffentlicht in Ein Mantel aus Hoffnung). In: Neue Deutsche Literatur. Monatsschrift für Literatur und Kritik. Herausgegeben vom Schriftstellerverband der Deutschen Demokratischen Republik. Heft 7, 1982, S. 95–110.
- Der Seemann, Der kleine Harlekin (Erzählungen). In: Geschichten aus der Streusandbüchse. Herausgegeben vom Verband deutscher Schriftsteller (VS). Findling Buch- und Zeitschriftenverlag, Neuenhagen 2006, ISBN 3-933603-38-2, S. 153–166.
- Die Entscheidung (Erzählung). In: Wir wahren Worte. Neue Texte aus Brandenburg. Verband Deutscher Schriftsteller (VS), Ingeborg Arlt (Hrsg.). Petit Edition, Potsdam 2010, ISBN 978-3-940275-04-2, S. 106–112.
- Im Keller (Hörspiel). In: Kinder, die wir waren. Autoren aus Brandenburg und Berlin erzählen. Herausgegeben von Ingeborg Arlt und Till Sailer. vbb Verlag für Berlin-Brandenburg, Berlin 2014, ISBN 978-3-945256-22-0, S. 213–219.
- Vor dem Streik (Romanauszug aus Zu den Wurzeln steigen). In: Fortschritt, unverhofft. Deutschsprachige Schriftsteller und die Solidarność – eine Anthologie. Herausgegeben von Marion Brandt. (Studia Brandtiana; 10.) Fibre Verlag, Osnabrück 2016, ISBN 978-3-944870-49-6, S. 49–55.
- Der Geruch nach Heimat (Erzählung). In: Grenzfälle. Texte aus Brandenburg und Schleswig-Holstein. Klaus Rainer Goll, Klaus Körner, Till Sailer (Hrsg.). vbb Verlag für Berlin-Brandenburg, Berlin 2017, ISBN 978-3-945256-82-4, S. 60–66.

### Hörspiel-Produktionen
- 1981: Roman auf dem Seil (Originalhörspiel). Rundfunk der DDR, 3. Mai 1981.
- 1981: Der Weg nach Konstantinopel (Hörspielbearbeitung). Rundfunk der DDR, 29. März 1982.
- 1981: Die Sommerbank (Originalhörspiel). Rundfunk der DDR, 24. September 1983.

### Kombinierte Veranstaltungen
- 2012: Jeden Tag das Leben spüren. – Geschichten und Bilder. In Niederlausitzer Gemeinden angeboten, März 2012.